# Me siento tan sola
Me siento tan sola es el tercer álbum de estudio de la cantante mexicana Gloria Trevi. La producción, dirigida y realizada por Sergio Andrade, fue grabada en Los Ángeles, California, en los estudios Milagro Sound, Hot Tin Roof y George Tobin's Studio durante los meses de febrero y abril de 1992. Obtuvo su lanzamiento en México durante junio del mismo año bajo la firma de BMG-Ariola consiguiendo el primer lugar en el país tanto el álbum como sus sencillos, lo que permitió que en menos de un mes logrará un doble disco de oro en territorio mexicano.
En su primera semana de lanzamiento el disco cosechó un éxito arrasador vendiendo más de 200.000 unidades a nivel mundial en apenas siete días, mientras que en Estados Unidos se vendieron más de 100.000 copias lo que le valió una certificación de oro y se mantuvo como el álbum por una mexicana más vendido en el país hasta 1995. Este le otorgó el internacionalismo definitivo a Gloria en varios países de Europa como España que le permitió participar en incontables shows televisivos ganando un disco de oro y en Asia, particularmente en Japón donde se comenzaron a producir nacionalmente las Trevi-Muñecas en honor a la cantante y para además acompañar la comercialización del disco en el territorio donde fue editado para el consumo del país y del cual se vendieron cerca de 100.000 copias algo sumamente significativo para la época y la música en español. Gloria se presentó en el espectáculo más grande de Latinoamérica durante el año 1993 Viña del Mar, convirtiéndose en la estrella más grande de la noche y coronandola como Reina del Festival además de dos Gaviota de Oro y Plata frente a 20.000 asistentes.
Este disco produjo los mayores éxitos de la cantante en Estados Unidos: “Me siento tan sola” y “Con los ojos cerrados”, dos de los tres temas de Trevi que han alcanzado el Top 10 en Billboard Hot Latin Songs manteniéndose durante más de 30 semanas en sus conteos. Logró la posición #8 en el Latin Pop Álbums de Billboard así como liderar las listas de ventas tanto en México, España y varios países de Latinoamérica como Chile, Perú, Ecuador, Colombia y Costa Rica. Es el segundo disco más vendido en la carrera de la Trevi con más de 3.500.000 millones de copias.

## Promoción
El álbum fue publicado el 23 de junio de 1992 logrando posicionarse en los primeros lugares de popularidad con su primer sencillo, "Zapatos viejos", canción que se mantuvo en el tope de las listas de éxitos en México. Las baladas "Me siento tan sola" y "Con los ojos cerrados", se situaron en la casilla #6 en Billboard Hot Latin Songs, convirtiéndose en grandes éxitos dentro de su carrera y en favoritas del público durante sus conciertos. Por su parte "Con los ojos cerrados" se convirtió en el mayor éxito del disco y dominó las listas de radio en México por ocho semanas consecutivas mientras que en Latinoamérica fue el primer lugar en más de diez países en el Hit Parade ayudando aún más la comercialización del disco. 
Gloria viajó por diversos países países como Ecuador, Chile, Perú, Estados Unidos, España y Argentina en los cuales fue editado el disco por su alta demanda y distribuidos bajo el sello Sony Music. Presentando la producción musical por los mismos bajo una extensa gira internacional y varias presentaciones en show televisivos le permitieron afianzar más aún su éxito internacional y ganar discos de Oro y Platino en dichos territorios.   
La película con el mismo nombre, filmada en 1992, continuó el éxito cinematográfico de Trevi, nombrando del mismo modo el segundo largometraje protagonizado por la cantante estrenado en cines el 12 de febrero de 1993. Con un tono cómico y musical, y un elenco en donde participaron reconocidos actores mexicanos: Silvia Derbez, Alma Muriel y Jorge Páez; logró superar el éxito en taquilla de su predecesora, Pelo suelto, con más de 30 millones de espectadores. Una reedición de la película fue publicada en DVD el 27 de septiembre de 2005. Las canciones usadas para la película son "Zapatos viejos", "Acostada a media calle", "La acera del frente" y "Muevete".

## Lista de canciones
| Me Siento Tan Sola |                          |                   |          |  |
| N.º                | Título                   | Escritor(es)      | Duración |  |
| 1.                 | «Zapatos Viejos»         | Oscar Mancilla    | 3:16     |  |
| 2.                 | «Con Los Ojos Cerrados»  | Gloria Treviño    | 3:29     |  |
| 3.                 | «Acostada A Media Calle» | Mancilla          | 2:14     |  |
| 4.                 | «Me Siento Tan Sola»     | Treviño           | 3:59     |  |
| 5.                 | «Fue Ese Tequila»        | Mancilla          | 2:54     |  |
| 6.                 | «Los Borregos»           | Treviño           | 3:40     |  |
| 7.                 | «La Acera De Enfrente»   | Mary Morín        | 2:58     |  |
| 8.                 | «Contononeia»            | Treviño           | 2:26     |  |
| 9.                 | «Muévete»                | Gustavo Velázquez | 2:44     |  |
| 10.                | «Sobredosis»             | Mancilla          | 3:16     |  |
| 11.                | «Carcajada»              | Treviño           | 2:46     |  |
| 12.                | «Hoy No Voy A Gritar»    | Treviño           | 3:37     |  |